# Friedenspark (Ludwigshafen)

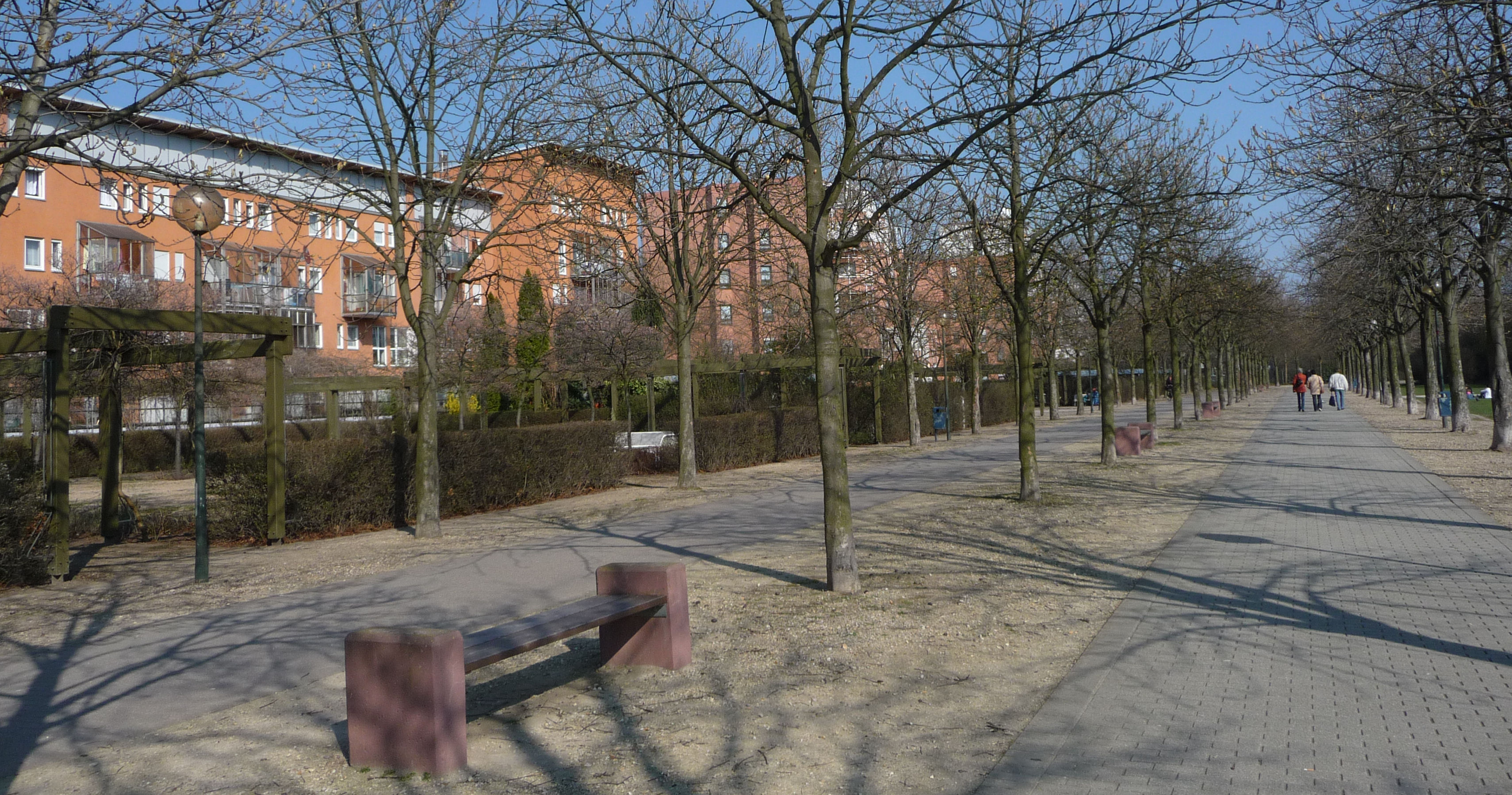
Friedenspark

Der Friedenspark  ist eine Grünanlage im Zentrum der Stadt Ludwigshafen am Rhein.
In diesem Park befinden sich der Stadtteilbrunnen der Stadt Ludwigshafen, ein so genanntes Kinderparadies mit Freizeitanlagen für Kleinkinder und Jugendliche.
Für Fußgänger und Radfahrer ist der Friedenspark die schnellste (und auch ungestörteste) Verbindung von der Innenstadt in den Stadtteil West.

## Name

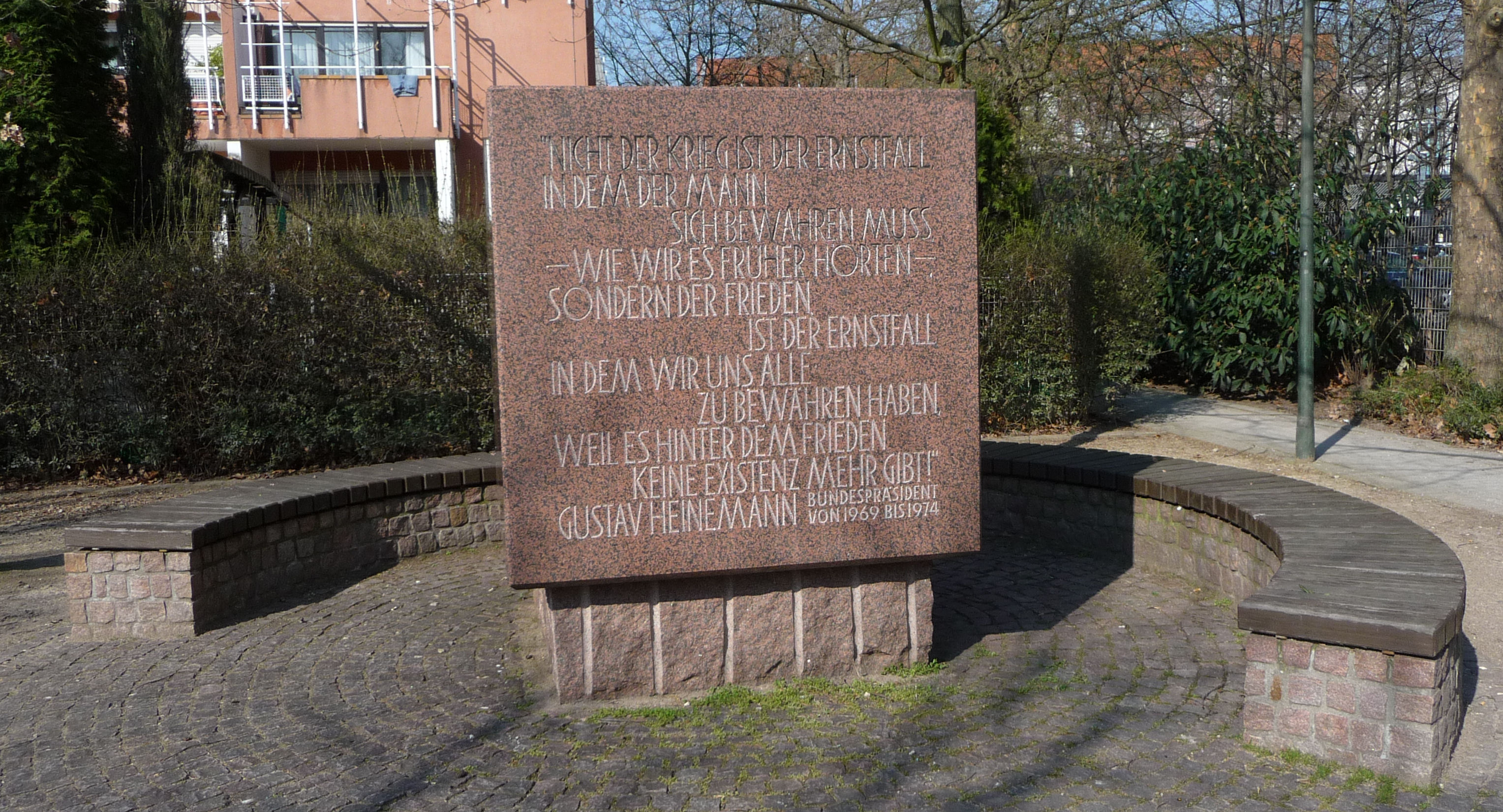
Gedenkstein

Im Zentrum des Parks steht ein Gedenkstein mit einem Zitat des ehemaligen Bundespräsidenten Gustav Heinemann, das die Namensgebung des Parks in Erinnerung ruft:
„Nicht der Krieg ist der Ernstfall, in dem man sich bewähren muss – wie wir es früher hörten –, sondern der Frieden ist der Ernstfall, in dem wir uns alle zu bewähren haben, weil es hinter dem Frieden keine Existenz mehr gibt!“
Die Adresse des Parks ist Gustav-Heinemann-Allee in 67059 Ludwigshafen.

## Stadtteilbrunnen

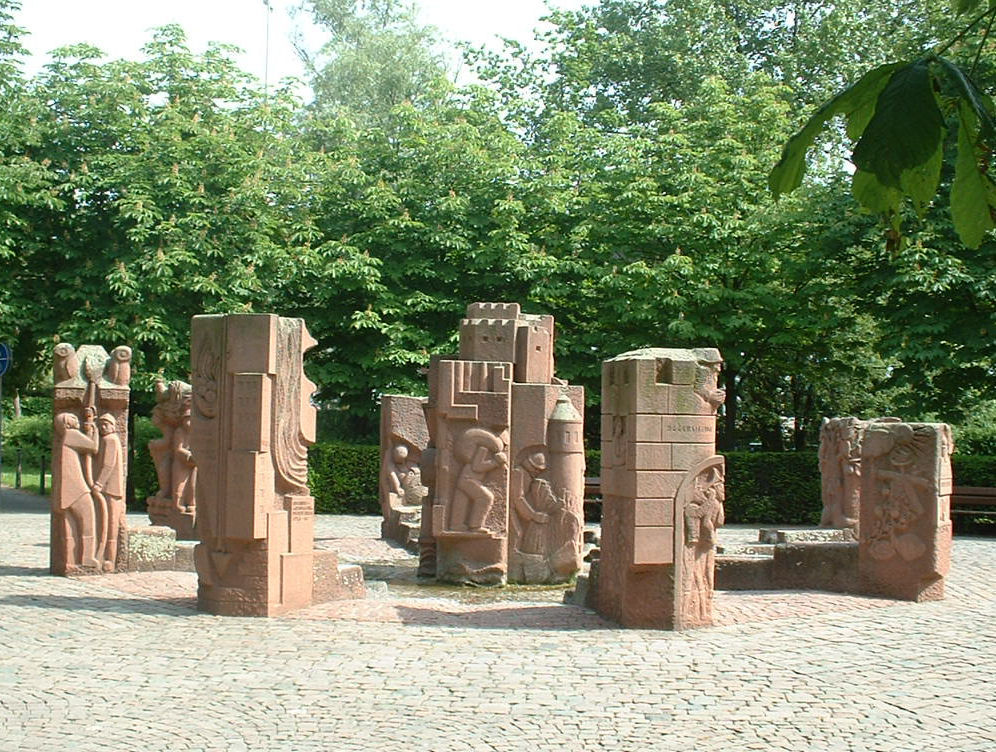
Stadtteilbrunnen

Der Stadtteilbrunnen ist ein Denkmal für die einzelnen Stadtteile.
Er wurde im Jahr 1985 von 15 Steinmetzgesellen im Rahmen eines Fortbildungs-Symposiums des Landesinnungsverbandes Rheinland-Pfalz des Steinmetz- und Bildhauerhandwerks unter Leitung von Hans-Günther Thiele errichtet und zeigt Charakteristika oder Szenen aus der Geschichte der einzelnen Stadtteile aus der Zeit, als sie noch selbstständige Gemeinden waren.
Die acht Stelen an den Ecken des Oktogons entsprechen den acht Stadtteilen, die sich um eine Steinplastik in der Mitte gruppieren, auf welcher an die zentralen Stadtteile Nord, Mitte und Süd erinnert wird. Außerdem wird das Zentrum durch kleine Wasserläufe mit den Außenbezirken verbunden.
| Bild | Stadtteil    | Anmerkungen |
| ---- | ------------ | --- |
|      | Friesenheim  | Ein Friesenheimer Bürger namens Rochus kam auf seinem Heimweg nachts an der Kirche vorbei und glaubte im Kirchturm Funken zu sehen. Er weckt das ganz Dorf, die Feuerwehr rückt aus und stellt fest, dass die vermeintlichen Funken die Augen einer Eule waren. Diese Sage entstand Anfang des 20. Jahrhunderts. Die Friesenheimer haben den Uznamen Eulen rasch akzeptiert und so nennen sich heute die Handballer der TSG so. Auch die Kirchweih ist eine Eulenkerwe. |
|      | Hemshof      | Der Hemshof wird bereits im Lorscher Codex genannt. |
|      | Gartenstadt  | Die Gartenstadt wurde 1909 von 16 Bürgern initiiert, deren Ziel ein neuer Stadttypus außerhalb der Mietskasernen war. |
|      | Maudach      | Der Erzengel Michael ist Schutzpatron der katholischen Kirche Maudachs und findet sich auch im Ortswappen von Maudach. Daneben wird das traditionell in Maudach beheimatete Bäckerhandwerk gewürdigt. |
|      | Mundenheim   | Es war ein fränkischer Clanchef namens Mundo, der sich mit einer Gruppe von Untergebenen im Heim des Mundos (Mundinheim) niederließ. |
|      | Oggersheim   | Der Schafhirt Hans Warsch blieb bei der Belagerung von Oggersheim während des Dreißigjährigen Kriegs allein mit seiner Familie zurück. Er vereinbarte mit den spanischen Belagerern die Übergabebedingungen unter der Bedingung, dass er und seine Familie verschont würden. Als ihm dies von dem Trompeter zugesagt war, öffnete er das Stadttor und ließ die Spanier in die leere Stadt einziehen.                                                                    |
|      | Rheingönheim | In Rheingönheim befand sich ein römisches Kastell mit dem Namen Rufiniana. |
|      | Ruchheim     | In Ruchheim wurde 1879 der Pfälzer Mundartdichter Paul Münch geboren, der mit seinem umfangreichen literarischen Schaffen zum Pfälzer Poeten schlechthin wurde. |

## Kinderparadies Friedenspark
Die Freifläche des Kinderparadieses wird für kleinere Open-Air-Aufführungen verwendet. An heißen Tagen wird aber hauptsächlich der Matschspielplatz genutzt. Der Förderkreis Kinderparadies Ludwigshafen e. V. bietet Kinderanimation an und bringt sich aktiv in den Erhalt des Kinderparadieses ein.
Hier können auch Grill und Räume gemietet werden ( rechtzeitig reservieren )
Für Skate-Boarder ist hinter dem Kinderparadies eine Anlage mit Snake-Run und Fun-Rampe eingerichtet.
Koordinaten: 49° 29′ 2″ N, 8° 26′ 18″ O